# Rosa primula
Rosa primula är en rosväxtart som beskrevs av George Albert Boulenger. Rosa primula ingår i släktet rosor, och familjen rosväxter. Inga underarter finns listade i Catalogue of Life.